# Chelonus mirumis
Chelonus mirumis är en stekelart som beskrevs av Ji och Chen 2003. Chelonus mirumis ingår i släktet Chelonus och familjen bracksteklar. Inga underarter finns listade i Catalogue of Life.